# 普拉耶
普拉耶（法語：Prailles，法語發音：[pʁaj]）是法国德塞夫勒省的一个旧市镇，属于尼奥尔区。2019年，普拉耶与市镇拉库阿尔德合并为新市镇普拉耶-拉库阿尔德，普拉耶为新市镇行政中心。

## 地理
普拉耶（46°19'24"N, 0°13'6"W）面积18.86 平方千米，位于法国新阿基坦大区德塞夫勒省，该省份为法国西部内陆省份，北起曼恩-卢瓦尔省，西接旺代省，南至夏朗德省和滨海夏朗德省，东临维埃纳省。
与普拉耶接壤的市镇（或旧市镇、城区）包括：艾戈奈、博赛-维特雷、拉库阿尔德、罗芒、苏维涅、托里涅。
普拉耶的时区为UTC+01:00、UTC+02:00（夏令时）。

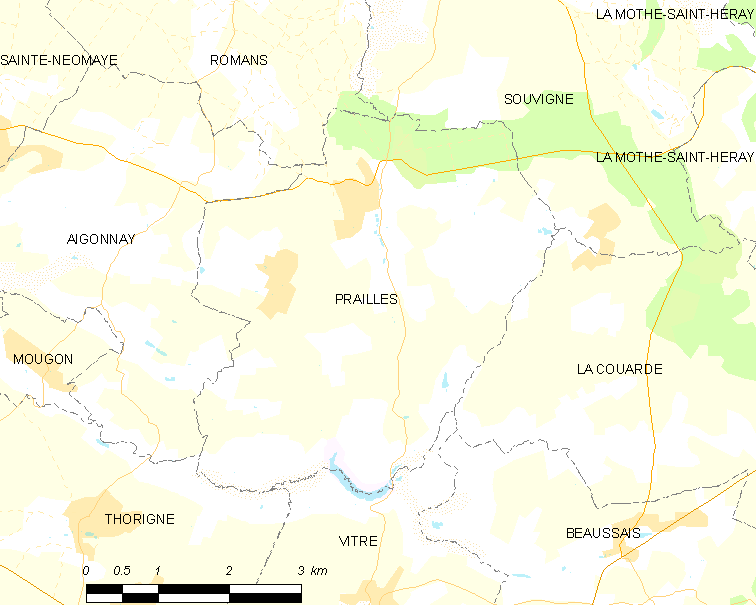
普拉耶的OSM定位图

## 行政
普拉耶的邮政编码为79370，INSEE市镇编码为79217。

## 政治
普拉耶所属的省级选区为贝勒河畔塞勒县。

## 人口

1962-2008年间普拉耶人口变化图示

普拉耶于2018年1月1日时的人口数量为678人。